# NGC 3088
NGC 3088 (другие обозначения — IRAS09583+2238, UGC 5384, ZWG 123.13, MCG 4-24-10, NPM1G +22.0266, PGC 28997) — линзообразная галактика (S0) в созвездии Льва. Открыта Уильямом Гершелем в 1784 году.
NGC 3088 находится на переднем плане относительно более удалённой и более тусклой спиральной галактики под названием NGC 3088B, которая наблюдается с ребра. Иногда обозначение NGC 3088 относят к этой паре галактик, но поскольку ни Уильям Гершель, ни Джон Гершель при наблюдениях никак не упоминали наличие более тусклого компонента, правильнее обозначать NGC 3088 именно более яркую галактику.
Такое расположение двух галактик позволяет оценивать величину межзвёздного поглощения в диске NGC 3088. Спектроскопическая оценка даёт значение поглощения 0,15m в полосе B, а фотометрическая — отрицательную величину: −0,30m. Отрицательное значение, скорее всего, связано с тем, что NGC 3088B асимметрична и та часть галактики, которая перекрыта диском NGC 3088, может быть ярче, чем противоположная часть.
Галактика обладает высокой поверхностной яркостью.
Этот объект входит в число перечисленных в оригинальной редакции «Нового общего каталога».